# Ahmed Abdelhafid Saci
Ahmed Abdelhafid Saci est un homme politique algérien, ancien wali d'Adrar et de Tlemcen. Il a été Ministre du commerce pendant 3 mois de mai à aout 2017 en Algérie.

## Fonctions
Ses principales fonctions occupées sont :
1. Chef de Daira de Beni Abess Wilaya de Bechar: (1996-2000)
2. Secrétaire Général de la Wilaya de Tindouf: (2000-2005).
3. Secrétaire Général de la Wilaya de Saïda: (2005-2009).
4. Secrétaire Général de la Wilaya de Sétif: (2009-2010).
5. Wali d'Adrar: (2010-2013).
6. Wali de Tlemcen: (2013-2017).
7. Ministre du commerce (05/2017-08/2017)

## Itinéraire
| N° | Fonction                                   | Début             | Fin               |
| -- | ------------------------------------------ | ----------------- | ----------------- |
| 01 | Secrétaire Général de la Wilaya de Tindouf | 28 août 2000      | 2 juillet 2005    |
| 02 | Secrétaire Général de la Wilaya de Saïda   | 2 juillet 2005    | 1er juillet 2009  |
| 03 | Secrétaire Général de la Wilaya de Sétif   | 1er juillet 2009  | 30 septembre 2010 |
| 04 | Wali d'Adrar                               | 30 septembre 2010 | 24 octobre 2013   |
| 05 | Wali de Tlemcen                            | 24 octobre 2013   | 19 juillet 2017   |
| 06 | Ministre du commerce                       | 24 mai 2017       | 17 août 2017      |